# Las once
Las onces, también coloquialmente la once, las onces, onces u once son una tradicional comida chilena servida a media mañana-tarde-noche —cuando se toma té, café o leche junto con tortas, postres varios y diversas variedades de pan.  Con sus acompañamientos son refrigerios —, al modo de la hora del té inglesa (afternoon tea o high tea), el goûter francés o la merienda española. (Historia tradicional chilena) esta comida ya era popular en Chile en el siglo XIX, tomó mayor fuerza allí durante la década de 1960. Estudios indican que aproximadamente 90% de los chilenos toma once, y sólo entre un 20-40% comen una cena, demostrando además que parte de la población toma once y cena dentro del mismo día.

## Descripción

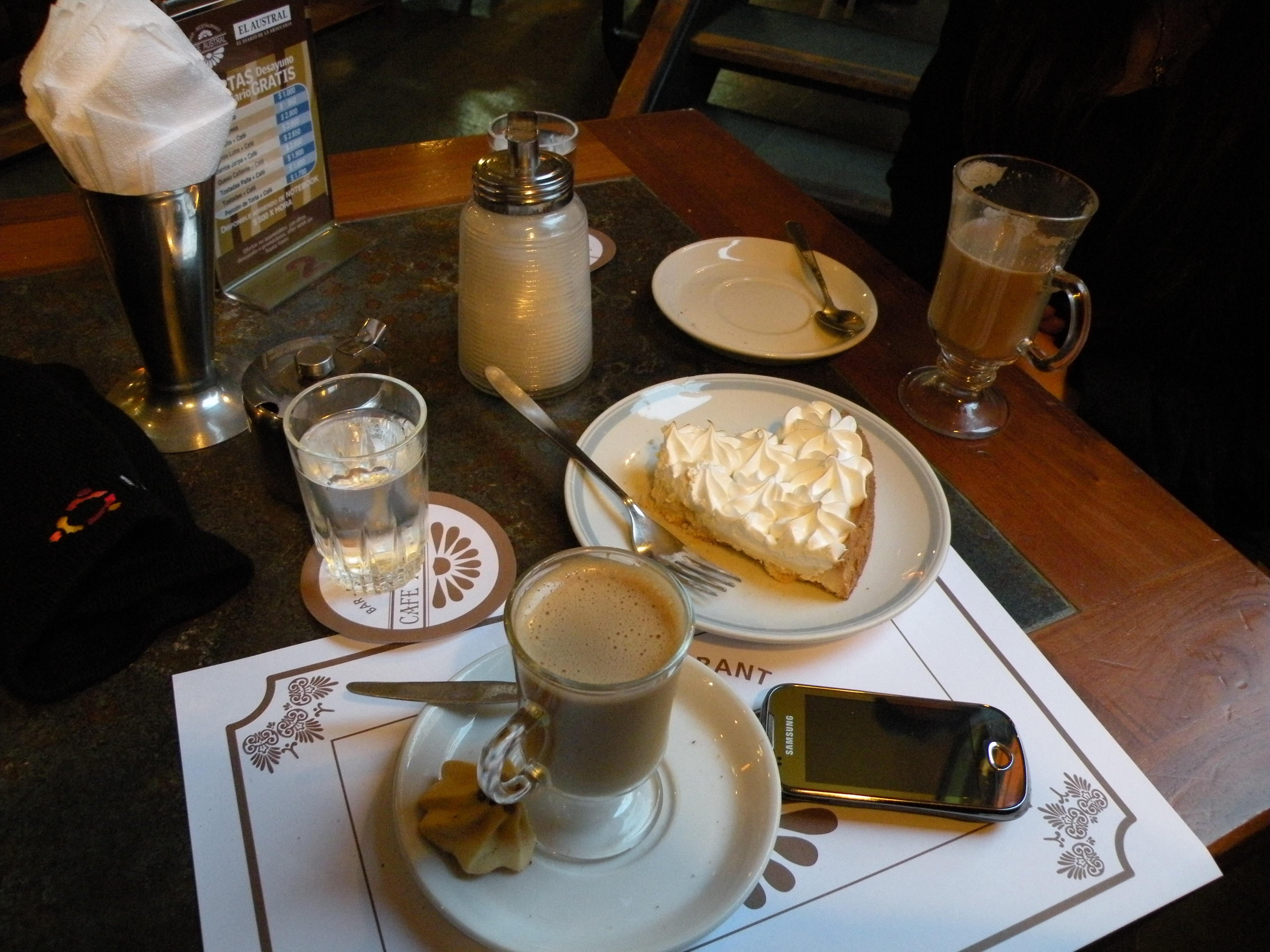
Once con café y pastel de limón.

Suele variar de contenido, según la región de Chile, y el horario en que se sirva, pero normalmente se acostumbra «tomar once» —en la región de Valparaíso, «tomar choca»— entre las 18:00 y las 20:00 horas. Por otro lado, si la bebida —café, té o leche— se acompaña con algo dulce, este cambia de acuerdo al clima, la cultura e influencias del lugar donde se sirva.
En la zona central de Chile se consume pan —por lo general marraqueta o hallulla—, que tiende a acompañarse con huevos, jamón, manjar, mantequilla, mermelada, palta, paté, queso o tomate, entre otros alimentos. Además, se consumen galletas, helados y frituras de origen español —tales como calzones rotos, picarones, roscas o sopaipillas—, tortillas de rescoldo o tortas.
En la zona sur de Chile, donde existe una gran influencia germánica —producto de la inmigración alemana en Chile—, se suele comer crepes, berlines, strudel de manzana, Kalter Hund, kuchen, panqueques o su variante kaiserschmarrn; también son comunes los elementos similares al Abendbrot germano, tales como embutidos y patés. En las ciudades donde existe gran cantidad de descendientes croatas, como Punta Arenas, es tradicional encontrar postres tales como hrstule, krafnes —un tipo de berlín croata— o krostules, pasteles de queso o los llamados «dulces dálmatas».
La gama de los alimentos de las once se ha ampliado. Cada vez se incluyen más alimentos genéricos o directamente sacados del desayuno, como es el caso de los cereales o el jugo de frutas. Por razones similares, es usual encontrar en las once de restaurantes sándwiches elaborados, tales como el barros jarpa o el barros luco, o la presencia de productos del mar en el pan, con especial mención del salmón.
Debido al ritmo de la vida moderna que ha ido eliminando la cena, en muchas familias las once han pasado a reemplazar la cena, optando cada vez más por unas abundantes once —especialmente en el Gran Santiago—, situación que a menudo es llamada coloquialmente «oncecena» u «oncecomida».

## Etimología

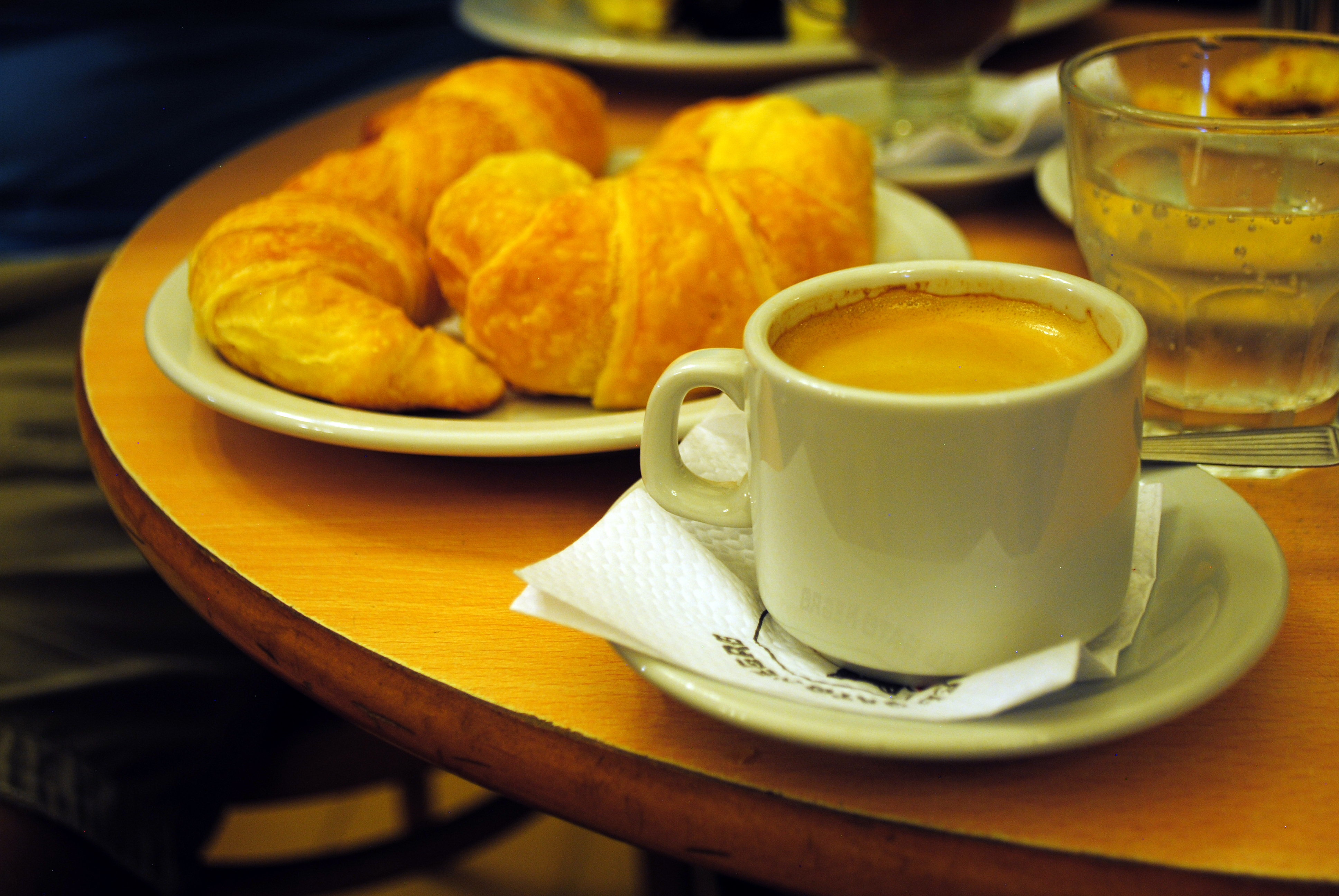
Once con café y medialunas

El origen del término es discutido; lo más probable es que se trate de la traducción literal de una comida tomada a media mañana, conocida en inglés como elevenses («onces»), interpretación que recoge la Real Academia Española. En su Apuntes para la historia de la cocina chilena (1943), Eugenio Pereira Salas indica que podría provenir de the eleventh, «palabra inglesa que habría introducido lord Cochrane en la marinería nacional para designar el refrigerio de mediodía», aunque también considera que del lapso entre el almuerzo, «[que] debió ser muy temprano», y la comida, «antes de las 2 de la tarde», «deriva la tradicional once».
Otra teoría no comprobada, y basada posiblemente en una etimología popular, señala que los clérigos (y en otras versiones, las mujeres o los trabajadores) usaban la expresión «tomar once» para ocultar que iban a tomar un trago de aguardiente —palabra de once letras— a media tarde.
En Historia crítica y social de la ciudad de Santiago desde su fundación hasta nuestros días (1541-1868) (1869), Benjamín Vicuña Mackenna relata que una de las costumbres de los caballeros santiaguinos de la Colonia «era tomar entre el desayuno i la comida, por via de confortativo, un poco de mistela o aguardiente i por las once letras de este último llamaban esta distribucion o parvidad las once (ortografía original)».
En cuanto a la definición y uso del término, el Diccionario de chilenismos (1875) de Zorobabel Rodríguez la explica como:

[...] la refaccion que se toma a medio dia, es palabra castiza; aunque no sea fácil encontrar ejemplo de ella en los escritos de los clásicos. Como la dicha colacion deriva su nombre de la hora en que se toma, carece de plural i es un disparate decir: vamos a tomar las onces [...] Es por lo tanto, aunque curiosa, completamente antojadiza la etimolojía que atribuye al vocablo cuestionado el señor Vicuña Mackenna en [un] pasaje de su Historia de Santiago (ortografía original).

Asimismo, el cuarto volumen del Diccionario de chilenismos y de otras voces y locuciones viciosas (1916) de Manuel Antonio Román precisa lo siguiente:

Once (Las) Sólo lo admite el Dicc. en la fr. Hacer o tomar uno las once: “tomar un corto refrigerio entre las once y doce de la mañana, o entre el almuerzo y la comida”. Como ya se usan tanto las once, la voz ha llegado a emanciparse de estos verbos y a campar por sí sola o acompañada de muchos otros: “¿De qué serán, o en qué consistirán hoy mis once? Déme Ud. mis once , y no espere a que se las vuelva a pedir. ¿A qué hora quiere o necesita Ud. las once? ¡Qué once las que me han preparado!” Conviene pues dejarla sola, ya que puede andar sin andadores.—Lo que no puede perdonarse es el pl. que casi siempre le ponen los diarios y los malos libros: “Tomé unas 'onces' bien suculentas. ¡Qué 'onces' las que le ofrecieron al diputado!” [...].

La élite chilena, sobre todo la santiaguina, habla «del té» y no de «la once» pues este último término lo vincula con las clases media y popular.